# Vertauschtes Leben (film 1961)
Vertauschtes Leben è un film del 1961 diretto da Helmut Weiss.

## Produzione
Il film fu prodotto dalla Divina-Film.

## Distribuzione
In Germania Ovest, il film - al quale fu dato anche il titolo alternativo Das Tagebuch der Brigitte B. - fu distribuito dalla Gloria il 19 maggio 1961.